# Robert de Tarente
Pour les articles homonymes, voir Tarente (homonymie).
Robert d'Anjou-Sicile, né en 1315, mort à Tarente le 10 septembre 1364, prince de Tarente et empereur titulaire de Constantinople, fils de Philippe Ier d'Anjou, prince de Tarente, et de Catherine de Valois-Courtenay.

## Biographie
Il succéda à son père en 1332 ; en 1333 il acheta les droits de son oncle Jean de Durazzo sur la principauté d'Achaïe contre les siens sur le royaume d'Albanie et une somme d'argent. Sa mère Catherine assura la régence, conseillée par Niccolò Acciaiuoli. 
Il se trouva pris dans les haines opposant les différentes branches de la maison d'Anjou. À l'origine, en 1309, Robert le sage second fils de Charles II d'Anjou avait écarté du trône son neveu Charles Robert, fils du fils aîné de Charles II. André de Hongrie, fils de Charles Robert, avait épousé Jeanne Ire, la petite-fille de Robert le Sage, mais une fois au trône, les époux s'étaient déchirés, rallumant cette querelle de succession. Jeanne, avec la complicité de son amant Louis de Tarente, fils du troisième fils de Charles II, avait fait assassiner son mari, épousé Louis de Tarente et l'avait placé sur le trône. Louis Ier de Hongrie, le frère aîné d'André, résolut de le venger et attaqua le royaume de Naples en 1347. Louis de Tarente et Jeanne Ire s'enfuirent en Provence, mais Louis de Hongrie fit prisonnier les frères de Louis de Tarente, dont Robert.
Libéré en 1352, il leva une armée et alla combattre en Grèce. Il prit Corfou, Céphalonie et Zante de 1353 à 1354. Il revint ensuite à Naples.

## Mariage
Il épousa à Naples le 9 septembre 1347 Marie de Bourbon (1315-1387), veuve de Guy de Lusignan (1316-1343), connétable de Chypre, et fille de Louis Ier, duc de Bourbon, et de Marie de Hainaut. Ils n'eurent pas d'enfants de ce mariage.